# Johnny the Rucker
"Johnny the Rucker", även "Johnny the Rocker", är en sång med musik skriven av den svenska pop- och rockartisten Magnus Uggla och text av Johan Langer, framförd av Magnus Uggla Band i den svenska Melodifestivalen 1979. Låten kom på tionde och sista plats med 22 poäng. På den svenska singellistan placerade den sig som högst på 4:e plats. Låten producerades av Anders ”Henkan” Henriksson och Uggla. Det karaktäristiska stråkarrangemanget av Henkan är delvis inspirerat av Franz Schuberts impromptu i ass-dur.
När låten gavs ut på skiva hade titeln ändrats till "Johnny the Rucker" och längden ändrats från under tre minuter till nästan fem minuter. Låten är med på EP:n Magnus Uggla Band sjunger schlagers (1979) samt på Retrospektivt collage (1985)
Den 16 december 2012 gick Olle Ljungströms inspelning in på Svensktoppen.
I början på 2021 utgavs en ombearbetad version av låten betitlad Johnny The Rucker (Remode).

## Listplaceringar
| Lista (1979) | Position |
| ------------ | -------- |
| Sverige      | 4        |